# Echinorhynchus serpentulus
Echinorhynchus serpentulus is een soort haakworm uit het geslacht Echinorhynchus. De worm behoort tot de familie Echinorhynchidae. Echinorhynchus serpentulus werd in 1870 beschreven door Grimm.